# پرچم جنگ

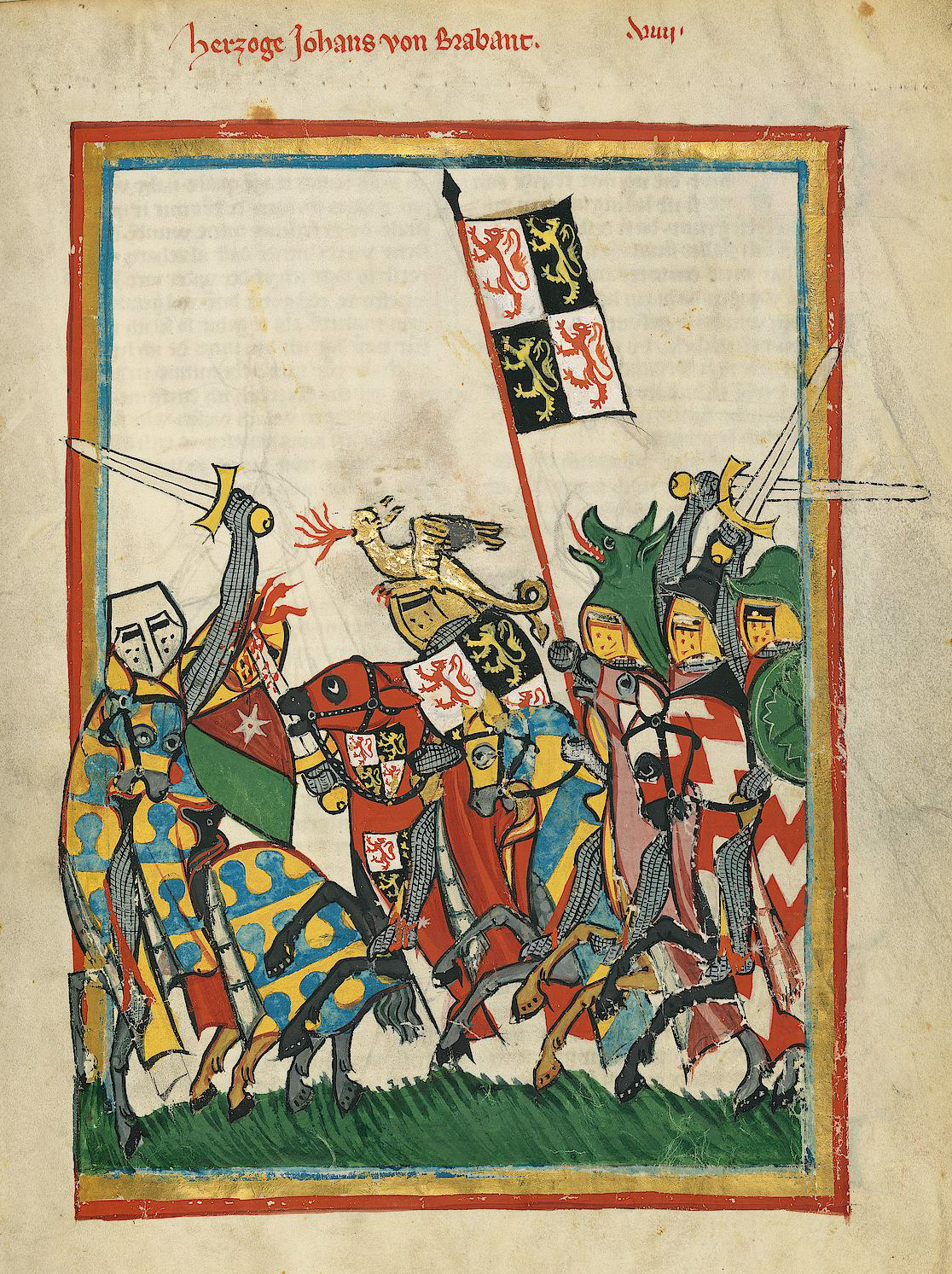
شوالیه‌ای (ژان اول ون برابانت) که پرچم هرالدیک را در نبرد به اهتزاز درمی‌آورد، علاوه بر دستگاه هرالدیک که روی سپر او نمایش داده شده‌است (Codex Manesse, c. 1304)

پرچم جنگی که به عنوان پرچم نظامی، پرچم جنگی یا استاندارد نیز شناخته می‌شود، گونه‌ای از پرچم ملی برای استفاده توسط نیروهای نظامی کشور در هنگام حضور در خشکی است. معادل دریایی یک نشان دریایی است. تحت دقیق‌ترین معنای این واژه، امروزه تعداد کمی از کشورها پرچم‌های جنگی مناسبی دارند و بیشتر آنها ترجیح می‌دهند به جای آن از پرچم دولتی یا پرچم استاندارد ملی خود برای این منظور استفاده کنند.

## تاریخچه
صدای شیپور! بگذار رنگ‌های خونی ما موج بزند! یا پیروزی، یا قبر. - ادوارد، شاهزاده ولز، در هنری ششم، قسمت ۳، عمل دوم، صحنه دوم
علائم صحرایی حداقل از عصر برنز در جنگ‌های اولیه استفاده می‌شد. خود واژه استاندارد از یک اصطلاح فرانسوی قدیمی برای علامت میدانی (نه لزوماً پرچم) گرفته شده‌است.

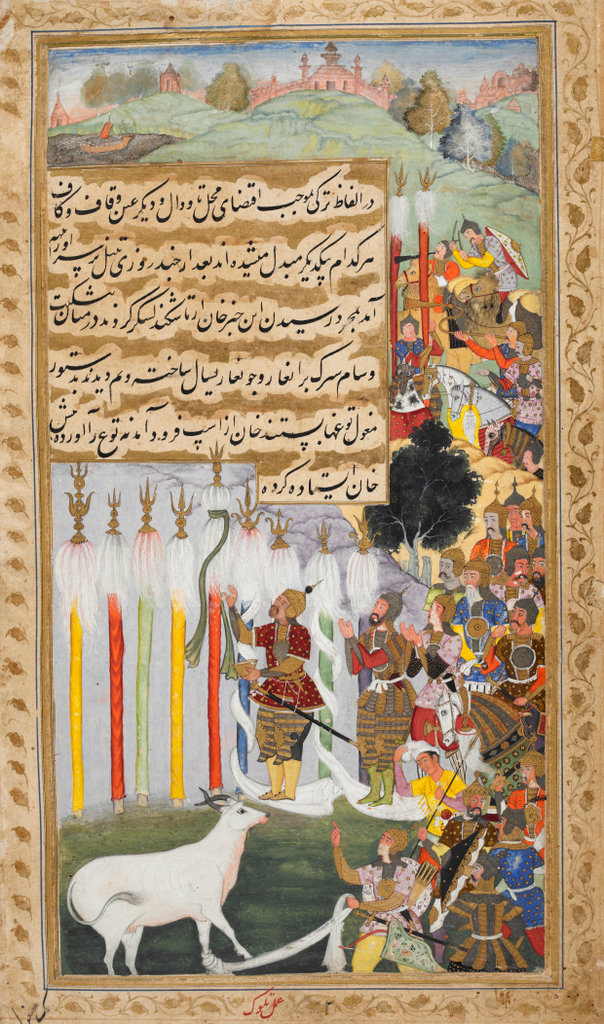
بابر و ارتش مغولش به معیارهای نه‌گانه تیمور درود می‌فرستند.

استفاده از پرچم‌ها به عنوان نشانه‌های میدانی ظاهراً در آسیا، در عصر آهن، احتمالاً در چین یا هند ظاهر شد. در ایران هخامنشی، هر لشکر ارتش استاندارد مخصوص به خود را داشت و «همه افسران بر فراز خیمه‌های خود پرچم داشتند». نشانه‌های میدانی اولیه که شامل پرچم هستند، اما محدود به آن نمی‌شوند، وکسیلوئید یا «پرچم‌مانند» نیز نامیده می‌شوند، به‌عنوان مثال استاندارد عقاب رومی یا استاندارد اژدهای سارمات‌ها. روم وکسیلوم خود نیز «پرچم‌مانند» است به این معنا که برخلاف میله پرچم ساده از یک میله افقی آویزان شده بود.
استفاده از پرچم‌های ساده به‌عنوان پرچم‌های نظامی در دوره سده‌های میانی رایج می‌شود و به موازات هرالدریک به‌عنوان مکمل ابزار هرالدیک نشان‌داده‌شده روی سپرها توسعه می‌یابد. پرچم دریایی نیز در دوره سده‌های میانی توسعه یافت. ساشیمونوی ژاپنی قرون وسطایی که توسط سربازان پیاده حمل می‌شد، پیشرفتی موازی است.
برخی از شهرها یا کمون‌های آزاد قرون وسطایی نشانی نداشتند و از پرچم‌های جنگی استفاده می‌کردند که از یک نشان نشات نمی‌گرفت؛ بنابراین، شهر لوسرن از یک پرچم آبی-سفید به‌عنوان علامت میدانی از اواسط سده سیزدهم استفاده کرد، بدون اینکه آن را از طرح سپر هرالدیک مشتق کند.

## جستتارهای وابسته
- ساشیمونو
- اوماجیروشی